# Plochoještěr obecný
Plochoještěr obecný (Platysaurus intermedius) je plaz z čeledi kruhochvostovitých, který žije na území Jihoafrické republiky, Svazijska, Botswany, Zimbabwe, Mosambiku a Malawi. Obývá savany, buše i poušť Kalahari, vytváří početné kolonie. Je aktivní ve dne, v noci přespává ve skalách, kde se díky zploštělému tělu snadno vejde i do nepatrné štěrbiny. Živí se převážně hmyzem (mravenci, vosy), příležitostně také rostlinnou stravou. Druh je vejcorodý, vejce se inkubují v půdě až půl roku. Plochoještěr obecný dorůstá délky 6–12 cm, ve zbarvení vykazuje výrazný pohlavní dimorfismus: samice bývají šedé nebo černé s bílými podélnými pruhy a tečkami, samci jsou podle poddruhu zbarveni od zelené přes modré po černou, ocas mají červený nebo oranžový.  

## Seznam poddruhů
- Platysaurus intermedius inopinus Jacobsen, 1994
- Platysaurus intermedius intermedius Matschie, 1891
- Platysaurus intermedius natalensis Fitzsimons, 1948
- Platysaurus intermedius nigrescens Broadley, 1981
- Platysaurus intermedius nyasae Loveridge, 1953
- Platysaurus intermedius parvus Broadley, 1976
- Platysaurus intermedius rhodesianus Fitzsimons, 1941
- Platysaurus intermedius subniger Boadley, 1962
- Platysaurus intermedius wilhelmi Hewitt, 1909